# Kose (Jõhvi)
Kose is een plaats in de Estlandse gemeente Jõhvi, provincie Ida-Virumaa. De plaats heeft de status van dorp (Estisch: küla).

## Bevolking
Het dorp had 138 inwoners op 31 december 2011 en 96 inwoners op 31 december 2021.

## Ligging
Bij Kose komt de Tugimaantee 33, de secundaire weg van Jõhvi naar Kose, uit op de Tugimaantee 32 van Jõhvi naar Vasknarva.